# Dale R. Corson
Dale Raymond Corson o Dale R. Corson (Pittsburg, Kansas, 5 de abril de 1914 - Ithaca, Nueva York, 31 de marzo de 2012) fue un físico estadounidense que ejerció el cargo de octavo presidente de la Universidad Cornell entre 1969 y 1977 y fue codescubridor del astato.

## Primeros años y formación
Nacido en Pittsburg, Kansas, en 1914, Corson finalizó su licenciatura (Bachelor of Arts) en Emporia en 1934, continuando con un máster en la Universidad de Kansas en 1935 y finalmente realiza el doctorado en física en la Universidad de California, Berkeley en 1938.

## Carrera profesional

### Cargos desempeñados
En 1946, Corson comenzó a trabajar en la Universidad Cornell como profesor ayudante de física y ayudó a diseñar el sincrotrón de Cornell. Fue nombrado profesor asociado de física en 1947, se convirtió en catedrático en 1956, fue nombrado presidente del departamento de física en 1956, y se convirtió en decano de la Facultad de Ingeniería en 1959.
Tras la dimisión de James A. Perkins en 1969, Corson fue nombrado presidente de la Universidad Cornell hasta 1977, después de lo cual desempeñó el cargo de canciller durante tres años. En 1979, fue elegido presidente emérito por el Consejo de Administración. En la actualidad reside en Ithaca, Nueva York.

### Logros en la Universidad Cornell
Dale R. Corson dirigió la universidad durante los últimos años de la guerra de Vietnam y el activismo estudiantil, y durante la recesión económica de la década de 1970. Su papel consistió en devolver la estabilidad a la universidad: concentración en la investigación, la docencia y las becas.
Corson reunió a los componentes de Cornell financidos por el Estado y por otros organismos, conformando una universidad que recibía apoyo público y privado, según lo previsto por los fundadores Andrew Dickson White y Ezra Cornell, y según había señalado Jacob Gould Schurman que fue presidente entre 1892 y 1920. Un importante apoyo fue proporcionado por los programas de investigación en el radiotelescopio de Arecibo, el Laboratorio del Sincrotrón Wilson, y las instalaciones de nanofabricación. Se revitalizó el Departamento de Geología, se amplió la División de Ciencias Biológicas, y se añadieron nuevos programas, como los estudios medievales. Se completó el Museo de Arte Herbert F. Johnson, diseñado por Ieoh Ming Pei. Alentó programas multidisciplinares tales como Ciencia, Tecnología y Sociedad; el Centro de Ciencia de los Materiales, y diferentes programas sobre el medio ambiente, radiofísica, y la investigación espacial.
La situación de la mujer en el campus mejoró enormemente durante la presidencia de Corson. Un Programa de Estudios de la Mujer fue establecido formalmente en 1972. Se creó un Comité Asesor del Rectorado para la condición de la mujer y se presentaron recomendaciones específicas. La declaración de la política de la universidad sobre la igualdad de oportunidades se cambió para incluir el género entre los criterios prohibidos con respecto a la admisión en la universidad. Se llevaron a cabo nuevos procedimientos de trabajo, y un número creciente de mujeres fueron nombradas como docentes y altos cargos administrativos. Corson proporcionó apoyo para el Centro de Investigación sobre Estudios Africanos, que se desarrolló a partir de los estudios sobre el movimiento negro. Se recomendó la formación de un Consejo Asesor de Acción Afirmativa para supervisar el estado de las mujeres y las minorías y para proponer procedimientos más eficaces.
Durante su presidencia, el gobierno de la universidad fue revisado incluyendo la creación de una Junta de Gobierno (Senate) compuesta por profesores, estudiante y empleados de la Universidad, y la incorporación de estudiantes y representantes de los empleados en la Junta de Síndicos (Board of Trustees). Se establecieron un nuevo sistema judicial y un código de conducta en el campus.

### Comité Especial sobre Tecnología Espacial
Dale R. Corson también formó parte del Comité Especial sobre Tecnología Espacial de la NACA, también llamado Comité Stever, por el nombre de su presidente. Fue un comité especial que se formó con el mandato de coordinar las diversas ramas del gobierno federal, empresas privadas y las universidades de Estados Unidos, con los objetivos de la NACA, así como y también aprovechar su experiencia para desarrollar un programa espacial. El Dr. Corson desempeñó un papel fundamental en el proceso de creación del naciente programa espacial de Estados Unidos.

## Trabajo científico
Fue autor de un importante libro sobre electromagnetismo con varias ediciones:
- Corson, D.R. y Lorrain, P.: Introduction to electromagnetic fields and waves. (Introducción a los campos electromagnéticos y las ondas), W.H. Freeman, 1962.
- Lorrain, P. y Corson, Dale R.: Electromagnetic Fields and Waves. (Campos y ondas electromagnéticas), 2.ª ed., W.H. Freeman, 1970 (ISBN 0-7167-1823-5). Este último texto incorporaba algunas de las ideas del electromagnetismo relativista.

Como parte de su doctorado trabajó en la Universidad de Berkeley, siendo Corson codescubridor del elemento astato. En 1987 fue galardonado con la Medalla de Bienestar Público de la Academia Nacional de Ciencias.